# Liste von Söhnen und Töchtern der Stadt New Haven (Connecticut)
Dies ist eine Liste bekannter Persönlichkeiten, die in der US-amerikanischen Stadt New Haven (Connecticut) geboren wurden. Die Liste erhebt keinen Anspruch auf Vollständigkeit.

## 18. Jahrhundert

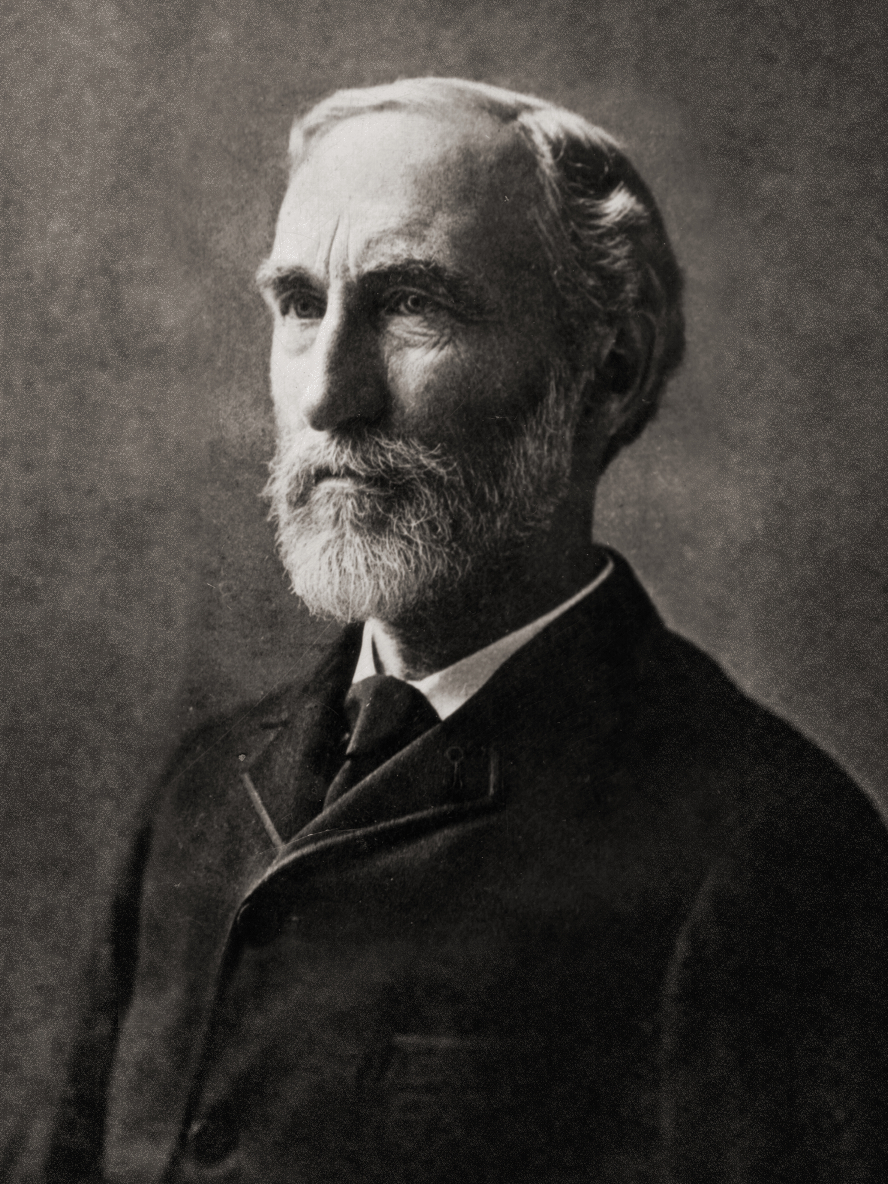
Josiah Willard Gibbs
(1839–1903)

- Jared Ingersoll (1749–1822), Politiker, Gründervater der Vereinigten Staaten
- Lyman Beecher (1775–1863), presbyterianischer Pfarrer und einer der führenden Vertreter der Abstinenzbewegung
- John Wales (1783–1863), US-Senator für Delaware
- Joseph Gilbert Totten (1788–1864), Brigadegeneral der United States Army
- Henry Edwin Dwight (1797–1832), Autor und Pädagoge
- Charles Goodyear (1800–1860), Erfinder der Vulkanisation

## 19. Jahrhundert

### 1801–1870

Toby Edward Rosenthal
(1848–1917)

- Joseph K. Mansfield (1803–1862), Berufsoffizier der US-Armee, Bauingenieur und Generalmajor der Nordstaaten
- Andrew Hull Foote (1806–1863), Konteradmiral der United States Navy während des amerikanischen Bürgerkrieges
- George Whiting Flagg (1816–1897), Maler
- Theodore Winthrop (1828–1861), Autor und Rechtsanwalt
- William H. Yale (1831–1917), Politiker
- John Henry Anketell (1835–1905), epikopaler Pfarrer, Kirchengründer und Übersetzer von Kirchenliedern
- Josiah Willard Gibbs (1839–1903), Physiker
- Simeon Eben Baldwin (1840–1927), Gouverneur von Connecticut
- Toby Edward Rosenthal (1848–1917), Maler
- George Appo (1856–1930), Krimineller
- Russell Henry Chittenden (1856–1943), Physiologe und Chemiker
- John Haberle (1856–1933), Maler
- Alice Bacon (1858–1918), Englischlehrerin in Japan
- Mary Fairchild Low (1858–1946), Malerin
- Harry Rowe Shelley (1858–1947), Organist, Komponist und Musikpädagoge
- Timothy L. Woodruff (1858–1913), Politiker
- Paul Wayland Bartlett (1865–1925), Bildhauer
- William Edwin Haesche (1867–1929), Komponist
- Burton J. Hendrick (1870–1949), Autor

### 1871–1900

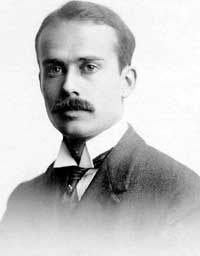
Clifford Beers
(1876–1943)

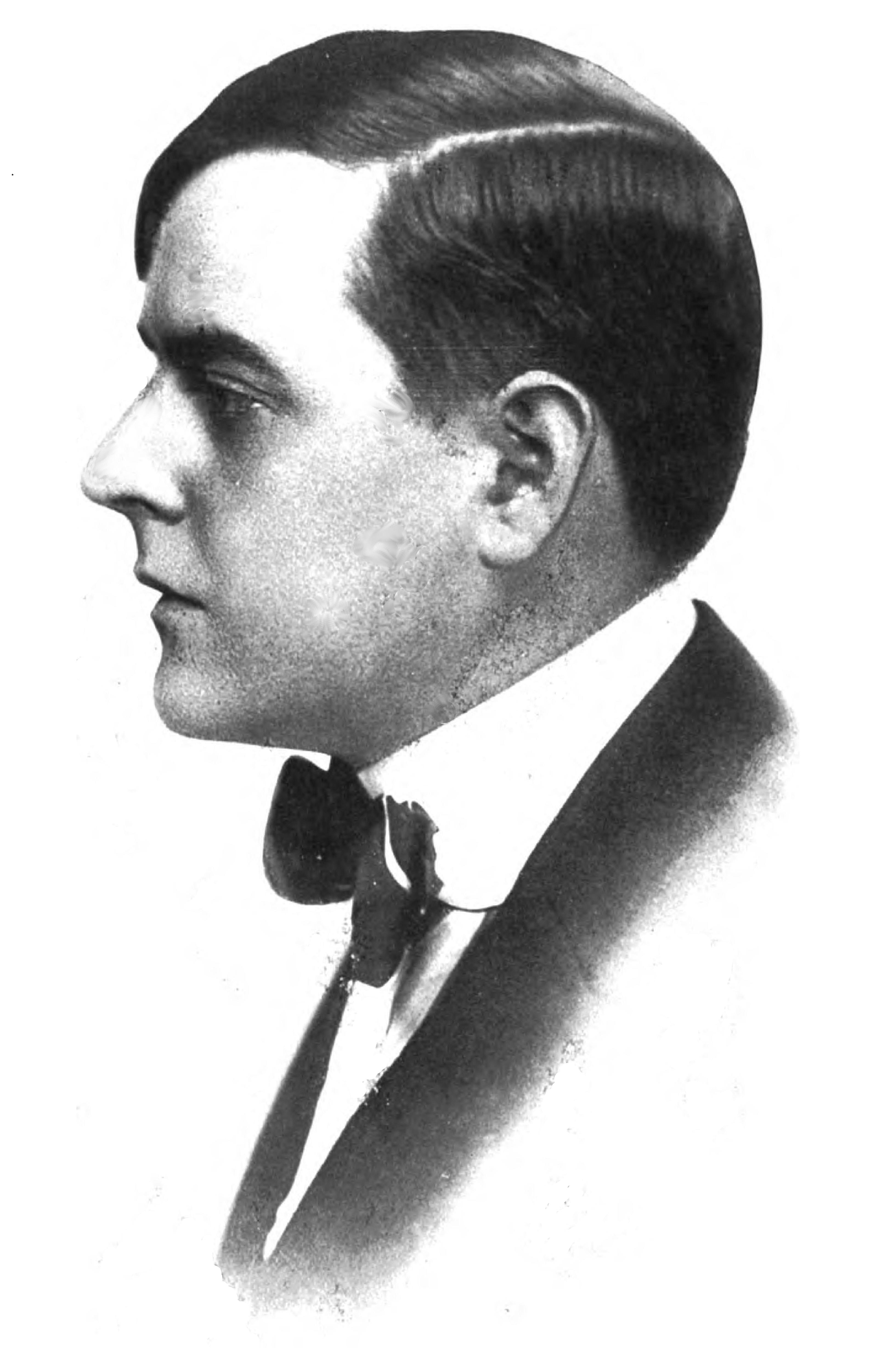
Harry Myers
(1882–1938)

- John Rand (1871–1940), Schauspieler
- Alpheus Hyatt Verrill (1871–1954), Schriftsteller
- Alfred P. Sloan (1875–1966), Präsident von General Motors
- Clifford Beers (1876–1943), Begründer der amerikanischen Psychiatriereform
- Harry Myers (1882–1938), Schauspieler, Drehbuchautor und Stummfilmregisseur
- Samuel B. Hardy (1883–1935), Drehbuchautor und Schauspieler
- Edwin Arthur Kraft (1883–1962), Organist und Komponist
- Joseph Farnham (1884–1931), Drehbuchautor
- Robert Moses (1888–1981), Stadtplaner
- Richard Donovan (1891–1970), Komponist, Organist, Dirigent und Musikpädagoge
- Michael Joseph Ready (1893–1957), römisch-katholischer Bischof von Columbus
- Henry Joseph O’Brien (1896–1976), römisch-katholischer Erzbischof von Hartford
- William Cameron Menzies (1896–1957), Regisseur, Produzent, Drehbuchautor und Filmarchitekt
- Albert W. Cretella (1897–1979), Politiker
- Quincy Porter (1897–1966), Komponist
- Dewey Robinson (1898–1950), Schauspieler
- Alfred Newman (1900–1970), Komponist, Dirigent und Musikdirektor bei 20th Century Fox
- Barney Rapp (1900–1970), Bandleader

## 20. Jahrhundert

### 1901–1920

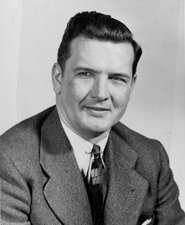
Blair Moody
(1902–1954)

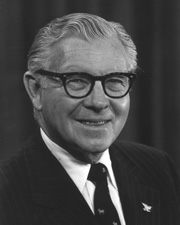
George Murphy
(1902–1992)

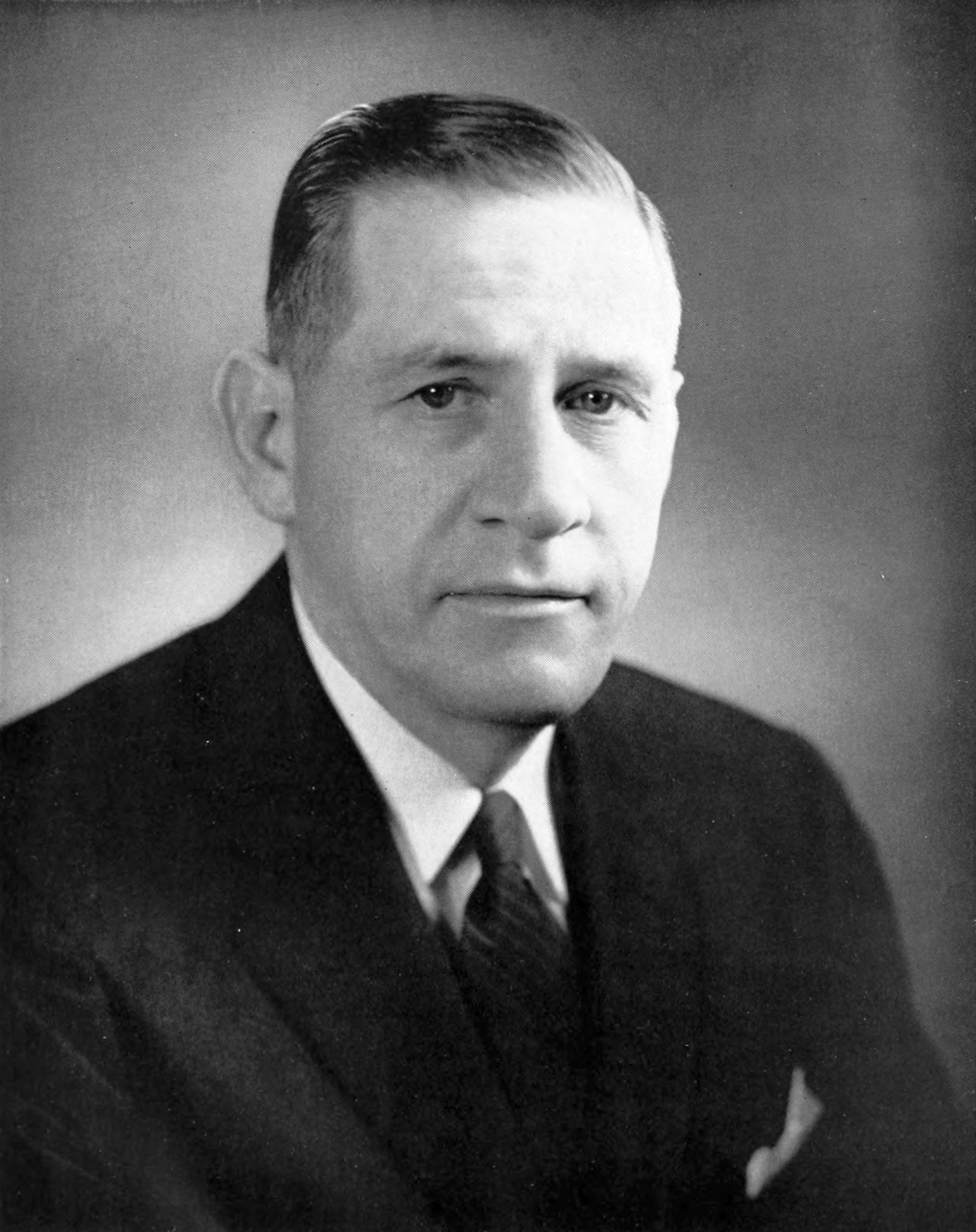
Foster Furcolo
(1911–1995)

- Blair Moody (1902–1954), US-Senator für Michigan
- George Murphy (1902–1992), Schauspieler und Politiker
- Leo Tover (1902–1964), Kameramann
- Benjamin Spock (1903–1998), Kinderarzt und Psychiater
- Jennison Heaton (1904–1971), Bob- und Skeletonfahrer
- John Embree (1908–1950), Anthropologe
- Jack Heaton (1908–1976), Skeleton- und Bobfahrer
- Adam Clayton Powell junior (1908–1972), Politiker und Bürgerrechtler
- Al Capp (1909–1979), Comiczeichner
- Harold Devine (1909–1998), Boxer
- Walsh McDermott (1909–1981), Mediziner
- Julian Voloshin (1909–1989), Schauspieler
- Foster Furcolo (1911–1995), Politiker
- John Francis Hackett (1911–1990), römisch-katholischer Weihbischof in Hartford
- Emil Newman (1911–1984), Filmkomponist und Dirigent
- Vincent Joseph Hines (1912–1990), römisch-katholischer Bischof von Norwich
- Philip Kapleau (1912–2004), Zen-Mönch
- Marynn Older Ausubel (1912–1980), Fotografin
- Elliot Caplin (1913–2000), Comicautor
- Bobb Schaeffer (1913–2004), Wirbeltierpaläontologe am American Museum of Natural History
- Jonathan Brewster Bingham (1914–1986), Politiker
- Bernard Wolfe (1915–1985), Schriftsteller
- Jack Arnold (1916–1992), Filmregisseur
- Ruth Berman Harris (1916–2013), Harfenistin
- Lionel Newman (1916–1989), Filmkomponist, Musikdirektor und Dirigent
- Les Elgart (1917–1995), Jazz-Trompeter
- Buddy Morrow (1919–2010), Jazz-Posaunist
- Vincent Scully (1920–2017), Kunst- und Architekturhistoriker

### 1921–1940

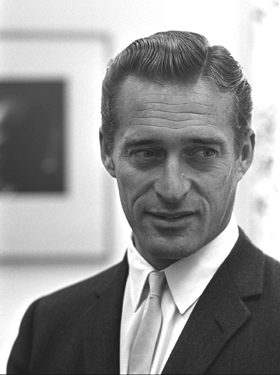
John S. Foster junior
(1922–2025)

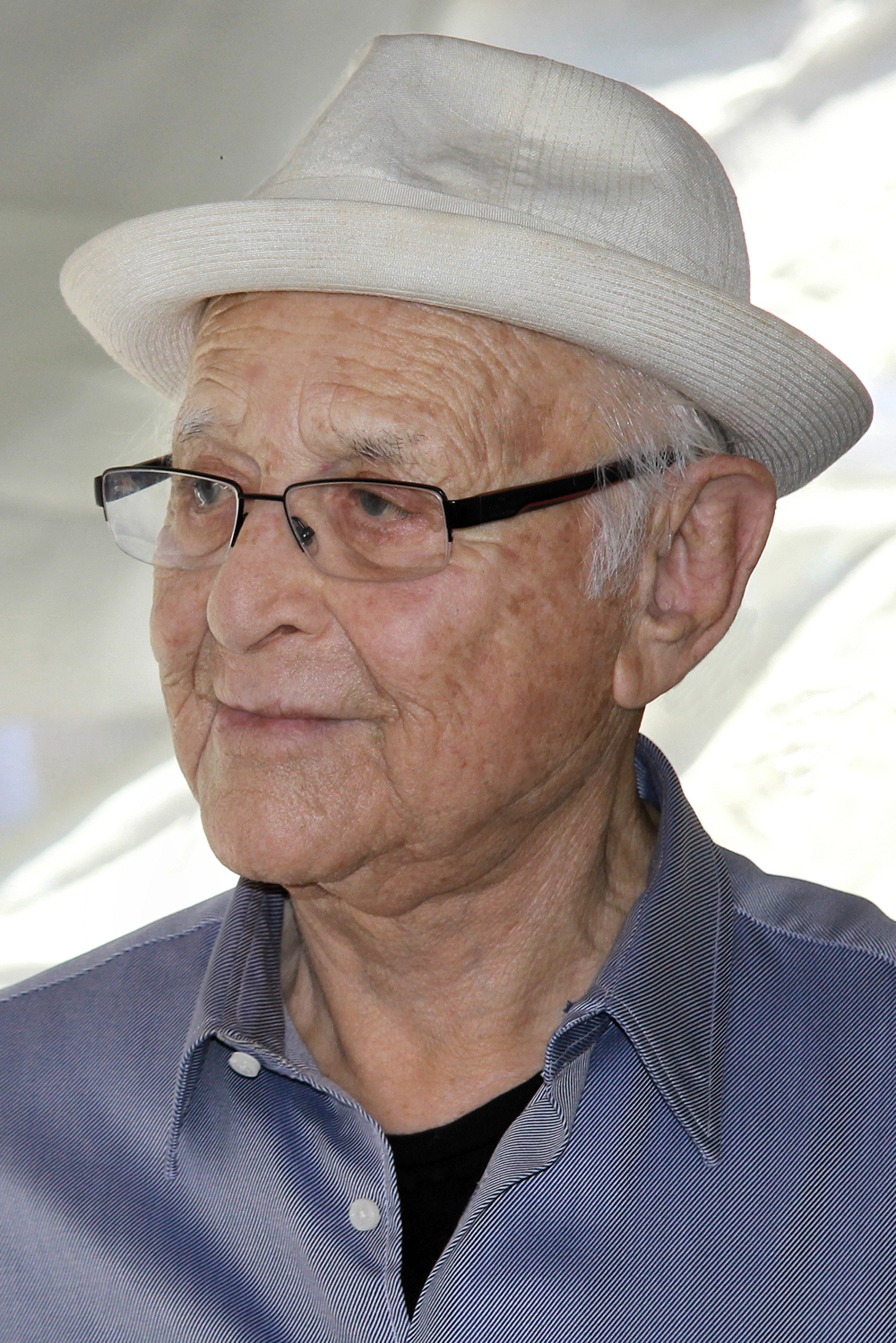
Norman Lear
(1922–2023)

- Constance Baker Motley (1921–2005), erste schwarze Bundesrichterin an einem US-amerikanischen Bundesgericht
- Bob Carter (1922–1993), Jazzbassist
- John S. Foster junior (1922–2025), Physiker
- Norman Lear (1922–2023), Fernsehautor und Produzent
- Bernard F. Grabowski (1923–2019), Politiker
- Lou Oles (1923–1967), Jazzmusiker
- Roberts Blossom (1924–2011), Schauspieler und Dichter
- Sonny Berman (1925–1947), Jazz-Trompeter des Bebop
- Paul MacCready (1925–2007), Physiker, Ingenieur und Segelflieger
- Stuart Griffing (1926–2021), Ruderer[1]
- Edward Lewis Wallant (1926–1962), Schriftsteller
- Biff McGuire (1926–2021), Schauspieler
- Wesley A. Clark (1927–2016), Ingenieur der Elektrotechnik und Computer-Konstrukteur
- Donn Trenner (1927–2020), Arrangeur und Pianist der Swingära und des Modern Jazz
- Frank A. Barker (1928–1968), Lieutenant Colonel der United States Army
- Jerry Bock (1928–2010), Musical-Komponist
- Donald Brooks (1928–2005), Modedesigner
- Gene Cipriano (1928–2022), Saxophonist
- Donald Hall (1928–2018), Dichter
- Allen Stack (1928–1999), Schwimmer
- Frank Dooley (1929–2022), Schwimmer[2]
- Thomas P. Kelly junior (1929–2021), Filmproduzent, Autor, Filmemacher und Theaterschauspieler
- Russell F. Doolittle (1931–2019), Biochemiker
- Dominic Frontiere (1931–2017), Komponist
- Joyce Mekeel (1931–1997), Komponistin, Cembalistin und Musikpädagogin
- Jon Stone (1931–1997), Autor, Regisseur und Produzent
- Mary Louise Wilson (* 1931), Schauspielerin
- Pete Jolly (1932–2004), Jazz-Pianist und Akkordeonist
- Jerrold Post (1934–2020), Psychiater
- N. David Mermin (* 1935), theoretischer Physiker
- Peter Anthony Rosazza (* 1935), römisch-katholischer Bischof
- Tom Purdom (1936–2024), Science-Fiction-Autor
- George A. Akerlof (* 1940), Professor für Wirtschaftswissenschaften
- George DiCenzo (1940–2010), Schauspieler

### 1941–1950
- Bill Fitch (1941–2010), Musiker

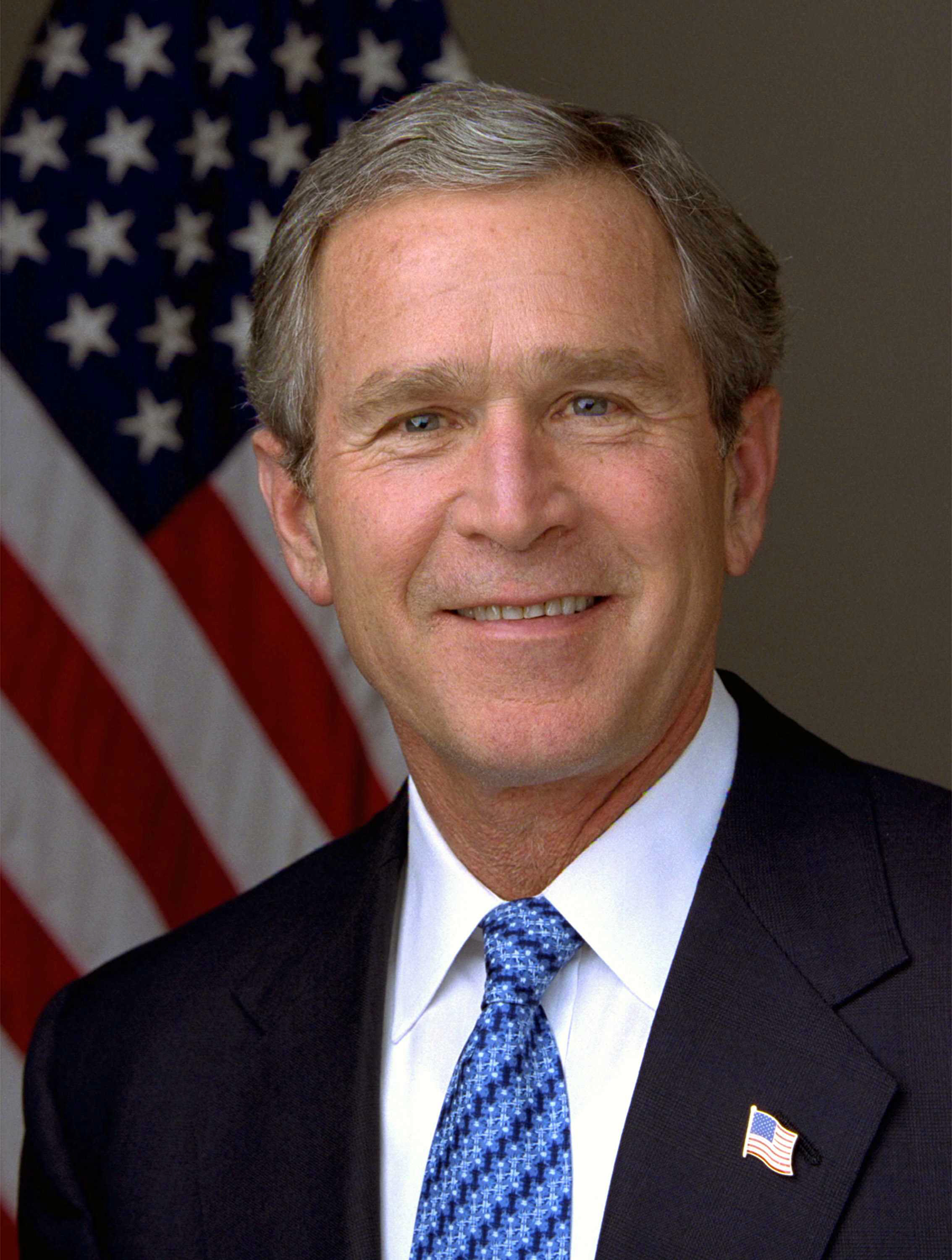
George W. Bush
(* 1946)

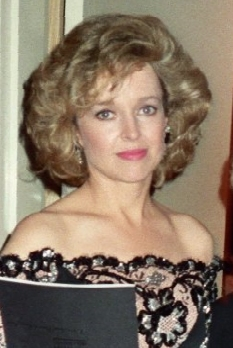
Jill Eikenberry
(* 1947)

- Alfred Goodman Gilman (1941–2015), Pharmakologe und Nobelpreisträger
- Floyd Little (1942–2021), American-Football-Spieler
- Richard M. Shiffrin (* 1942), Kognitionswissenschaftler und Psychologe
- Steve Wynn (* 1942), Milliardär und Kasinobetreiber in Las Vegas
- Vinton G. Cerf (* 1943), Mathematiker und Informatiker
- Susan Davenny-Wyner (* 1943), Sängerin und Dirigentin
- Rosa DeLauro (* 1943), Politikerin
- Stephen C. Harrison (* 1943), Biochemiker
- Fred Cuny (1944–1995), Ingenieur und Experte für Katastrophenhilfe
- George W. Bush (* 1946), 43. Präsident der Vereinigten Staaten von Amerika
- Richard Carpenter (* 1946), Pop-Sänger
- Martha Coolidge (* 1946), Regisseurin und Fernsehproduzentin
- Paul R. Gurian (* 1946), Filmproduzent
- Pete Rouse (* 1946), Politiker
- Michael Vespoli (* 1946), Ruderer[3]
- Dick Dreissigacker (* 1947), Ruderer[4]
- Jill Eikenberry (* 1947), Schauspielerin
- Melanie Chartoff (* 1948), Schauspielerin und Synchronsprecherin
- Loren Connors (* 1949), Improvisationsmusiker
- Carroll Dunham (* 1949), Maler
- Karen Anne Carpenter (1950–1983), Pop-Sängerin
- Anthony Grafton (* 1950), Historiker
- Lewis Libby (* 1950), ehemaliger Stabschef des US-Vizepräsidenten Dick Cheney
- Ruth Wilson Gilmore (* 1950), Geographin, Theoretikerin und Aktivistin des kriminologischen Abolitionismus

### 1951–1960
- Tony Amendola (* 1951), Schauspieler

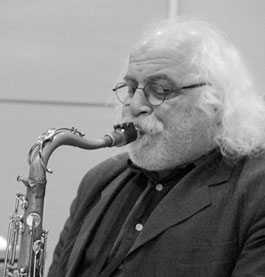
John Ruocco
(1952–2025)

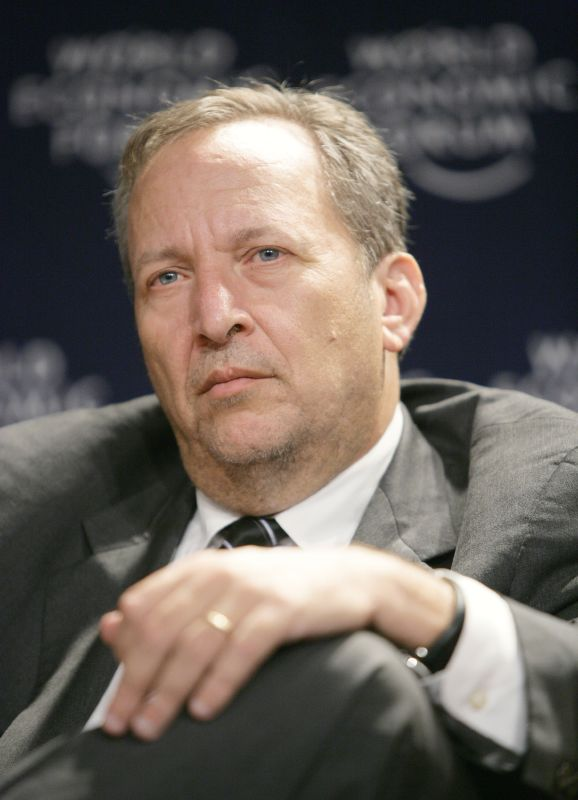
Lawrence Summers
(* 1954)

- John Williamson (1951–1996), Basketballspieler[5]
- Johannes von Dohnanyi (* 1952), deutscher Journalist und Autor
- Edward Etzel (* 1952), Sportschütze und Professor für Psychologie
- John Ruocco (1952–2025), Jazzklarinettist und -saxophonist

- Josefina Benedetti (* 1953), venezolanische Komponistin
- Michael Bolton (* 1953), Pop-Musiker
- Paul Fusco (* 1953), Schauspieler
- Michael Gregory Jackson (* 1953), Jazz- und Rockmusiker
- Lawrence Summers (* 1954), US-Finanzminister und 27. Präsident der Harvard-Universität
- Gerry Hemingway (* 1955), Jazzschlagzeuger
- Michiko Kakutani (* 1955), Literaturkritikerin
- Mark Hummel (* 1956), Mundharmonikaspieler
- Rodney Jones (* 1956), Jazzmusiker
- John Bedford Lloyd (* 1956), Schauspieler
- Ruth Ozeki (* 1956), japanisch-US-amerikanische Autorin
- Jeanne Flanagan (* 1957), Ruderin
- Richard Gray (* 1957), Leveldesigner der Computerspiel-Branche
- Robby Ameen (* 1960), Schlagzeuger
- Craig Mello (* 1960), Biochemiker

### 1961–1970

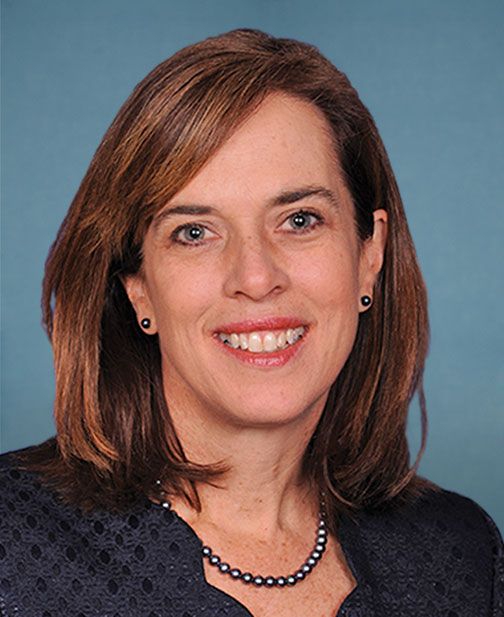
Katherine Clark
(* 1963)

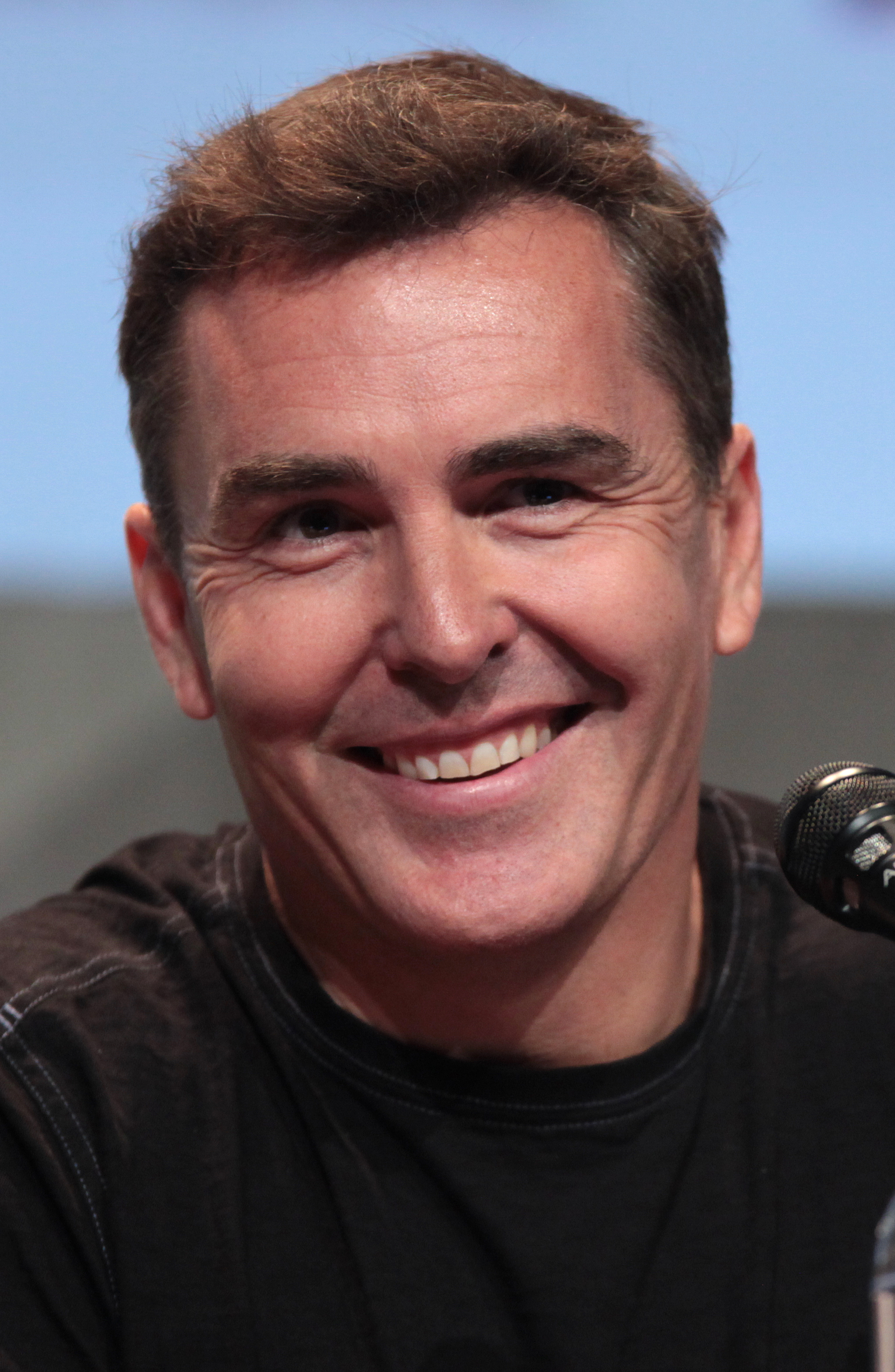
Nolan North
(* 1970)

- David Ake (* 1961), Jazzmusiker und Hochschullehrer
- Marcus Giamatti (* 1961), Schauspieler
- Titus Welliver (* 1961), Schauspieler
- Kira Roessler (* 1962), Punkrock-E-Bassistin
- Milo Addica (* 1963), Drehbuchautor und Filmproduzent
- Katherine Clark (* 1963), Politikerin
- Kenny Johnson (* 1963), Schauspieler
- Debra Hamel (* 1964), Althistorikerin
- David Hemingson (* 1964), Drehbuchautor und Filmproduzent
- Suzanne King (* 1964), Skilangläuferin[6]
- Tony Scherr (* 1965), Musiker
- Chris Bruno (* 1966), Schauspieler, Filmregisseur, Filmproduzent, Stuntman, Stunt Coordinator, Synchronsprecher, Model und Mixed-Martial-Arts-Kämpfer
- Eleanor Dickey (* 1967), Altphilologin
- Paul Giamatti (* 1967), Schauspieler
- Liz Phair (* 1967), Rock-Sängerin
- Paul Darden (* 1968), Pokerspieler, Rap-Promoter und Nachtclub-Besitzer
- Andy Bloch (* 1969), Pokerspieler
- Randy Buckner (* 1970), Neurowissenschaftler und Psychologe
- Daniel Cosgrove (* 1970), Schauspieler[7]
- Mike DiRubbo (* 1970), Jazzmusiker
- Nolan North (* 1970), Schauspieler und Synchronsprecher
- Steven Segaloff (* 1970), Ruderer[8]
- Larry Sullivan (* 1970), Schauspieler[9]

### 1971–2000

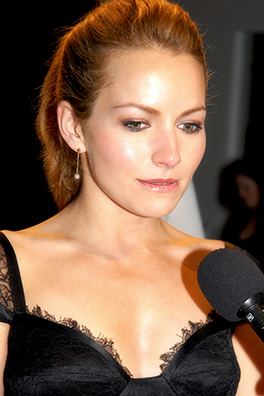
Becki Newton
(* 1978)

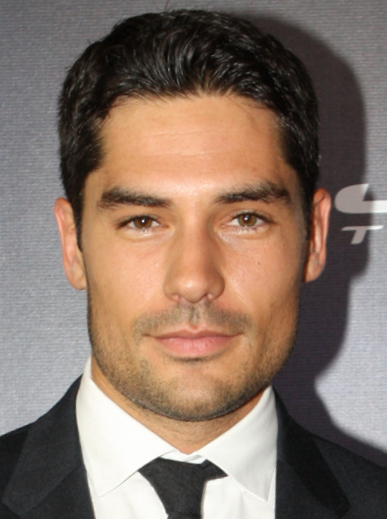
D. J. Cotrona
(* 1980)

- Scott Burrell (* 1971), Basketballspieler[10]
- David Baker (* 1972), Pokerspieler
- Conal Groom (* 1973), Ruderer[11]
- Ben Abarbanel-Wolff (* 1974), Musiker
- Susan DiBona (* 1974), Film- und Fernsehkomponistin
- Terrell Myers (* 1974), US-amerikanisch-britischer Basketballspieler
- Eric Boguniecki (* 1975), Eishockeyspieler und -trainer
- Guillermo E. Brown (* 1976), Schlagzeuger
- Akua Naru (* 1978), Hip-Hop-Künstlerin
- Lauren Ambrose (* 1978), Film- und Fernsehschauspielerin
- Becki Newton (* 1978), Schauspielerin
- Kenneth Salters (* ≈1978), Jazzmusiker
- Mike Cahill (* 1979), Regisseur, Drehbuchautor und Produzent
- Matt Hussey (* 1979), Eishockeyspieler
- D. J. Cotrona (* 1980), Schauspieler
- Emily Oster (* 1980), Ökonomin, Hochschullehrerin und Autorin
- Adam LaVorgna (* 1981), Filmschauspieler
- Billy Lush (* 1981), Schauspieler
- Monica Hargrove (* 1982), Sprinterin
- Ana Cruz Kayne (* 1984), Filmschauspielerin
- Caitlin Cahow (* 1985), Eishockeyspielerin
- Eliza Outtrim (* 1985), Freestyle-Skifahrerin
- Madeline Zima (* 1985), Schauspielerin
- Alex Deibold (* 1986), Snowboarder
- LaMonte Ulmer (* 1986), Basketballspieler
- Hector David Jr. (* 1989), Schauspieler und Synchronsprecher
- Jay Greenberg (* 1991), Komponist und Symphoniker
- Jami Ann Kranich (* 1992), Fußballtorhüterin
- Mac Bohonnon (* 1995), Freestyle-Skier
- Adam Erne (* 1995), Eishockeyspieler
- Kiley McKinnon (* 1995), Freestyle-Skierin
- Reina Bonta (* 1999), philippinische Fußballspielerin und Filmemacherin